# ヨネッティー堤根
座標: 北緯35度31分28秒 東経139度41分18秒 / 北緯35.52444度 東経139.68833度
ヨネッティー堤根（ヨネッティーつつみね）は、川崎市川崎区にある堤根処理センターの余熱利用施設である。温水プールと老人休養施設が整備されている。
株式会社東急スポーツオアシス・株式会社東急コミュニティー共同事業体が運営する。

## 施設概要
- 室内温水プール
- 老人休養施設

## 概要
ヨネッティー堤根は、隣接する堤根処理センターの余熱を有効利用している。
2014年3月までは、株式会社明治スポーツプラザが指定管理者業務を行っていた。

## アクセス
- JR川崎駅から徒歩約17分
- JR尻手駅から徒歩約12分
- JR八丁畷駅から徒歩約7分

## 施設周辺
- 堤根処理センター
- 飛鳥ドライビングカレッジ川崎